# Bursztynowy Słowik

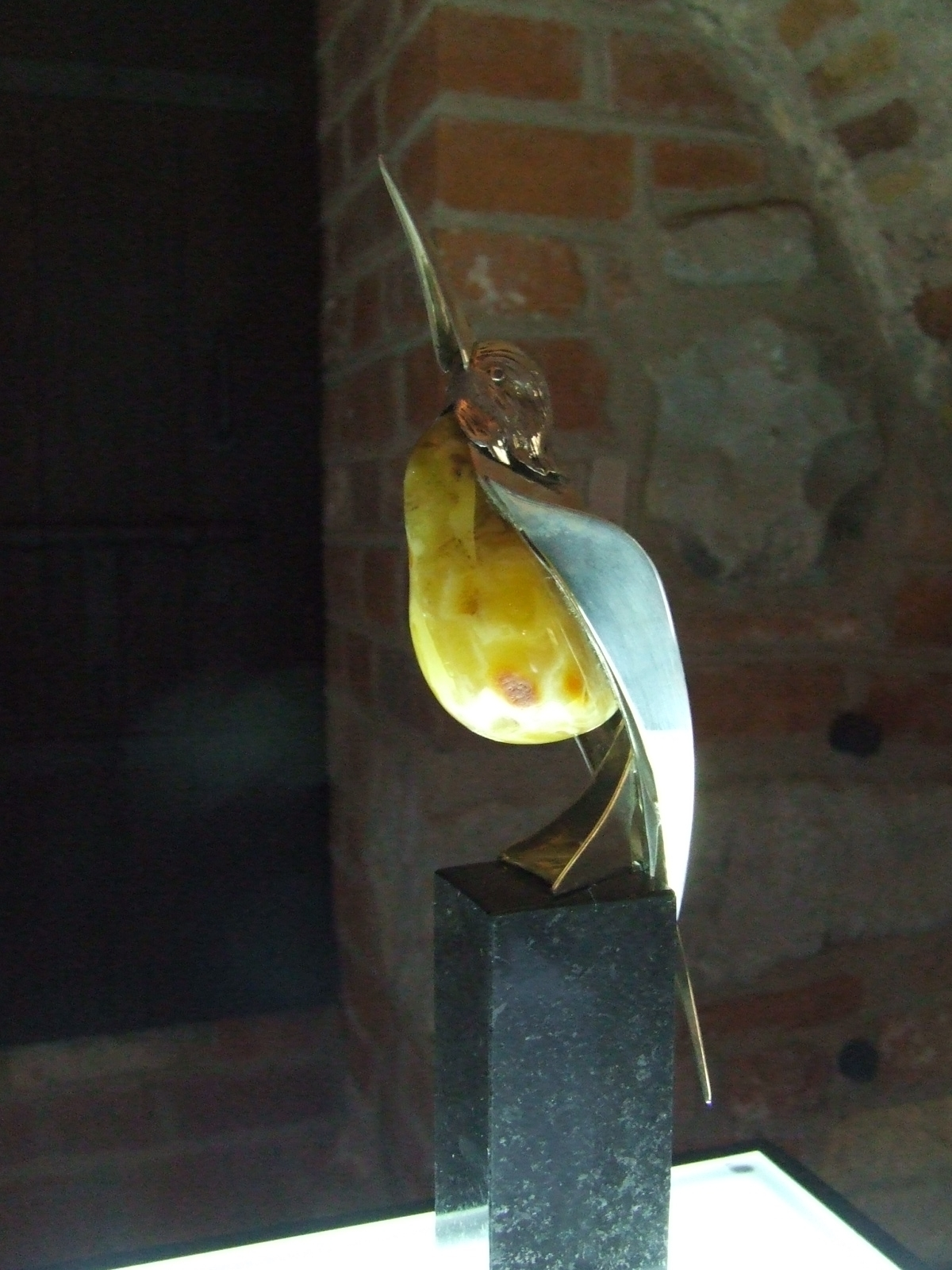
Statuetka Bursztynowego Słowika z Muzeum Bursztynu

Bursztynowy Słowik – nagroda główna festiwalu muzycznego Sopot Festival w Sopocie.
Statuetkę Bursztynowego Słowika wcześniej przydzielało siedmioosobowe jury konkursowe. Zwycięzca otrzymywał wtedy 40 tys. złotych. Obecnie statuetkę przyznają widzowie w głosowaniu sms-owym.
Wcześniej przyznawano również Słowika Publiczności. Laureata wybierali widzowie w głosowaniu sms-owym. Otrzymywał on 20 tys. złotych. Od 2012 roku zamiast Słowika Publiczności przyznaje się Nagrodę specjalną od radia RMF FM.
Bursztynowy Słowik stał się nagrodą główną festiwalu dopiero po 2005 roku. W latach 70. i 80. była to nagroda w konkursach firm fonograficznych lub na interpretację polskiej piosenki. Często też zamiast Bursztynowego Słowika wręczano Bursztynową Płytę lub statuetkę Grand Prix niebędącą Bursztynowym Słowikiem.
W 2010 i 2014 roku nagrodę Bursztynowego Słowika przyznano podczas festiwalu TOPtrendy, którą wręczono artystom za całokształt twórczości artystycznej.
Twórcą Bursztynowego Słowika był Bogdan Mirowski. Ostatnie nagrody Bursztynowego Słowika wykonane przez niego zostały wręczone Urszuli i Agnieszce Chylińskiej podczas festiwalu TOPtrendy 2014, parę dni przed jego śmiercią. Prawa autorskie do nagrody Bursztynowego Słowika posiada miasto Sopot. Z tego względu może być on wręczany podczas różnych imprez muzycznych odbywających się w Sopocie, decyzją miasta Sopot. Przykładowo w roku 2023 Bursztynowy Słowik został wręczony Alicji Majewskiej za całokształt twórczości na Polsat SuperHit Festiwal 2023, a dwa miesiące później ta sama nagroda wręczona została zespołowi Kwiat Jabłoni, zwycięzcy konkursu podczas Top of the Top Sopot Festival 2023, będącego oficjalną 56. edycją Sopot Festival odbywającego się od 1961 roku.

## Laureaci
| Rok                                                                        | Bursztynowy Słowik                                                                                             | Słowik Publiczności                          |
| -------------------------------------------------------------------------- | --- | -------------------------------------------- |
| 1984                                                                       | ZSRR – Anne Veski · Polka Idolka NRD – Eva Maria Pickert · Jesteś lekiem na całe zło                           | Nagrody nie przyznano                        |
| 1985                                                                       | Czechosłowacja – Marcela Kralova · Remedium                                                                    | Nagrody nie przyznano                        |
| 1986                                                                       | Szwecja – Vicki Benckert · Nie płacz Ewka                                                                      | Nagrody nie przyznano                        |
| 1987                                                                       | Holandia – Maywood · Deeper than the night                                                                     | Nagrody nie przyznano                        |
| 1988                                                                       | Stany Zjednoczone – Kenny James · Ludzkie gadanie                                                              | Nagrody nie przyznano                        |
| 1989                                                                       | Polska – Mieczysław Szcześniak                                                                                 | Nagrody nie przyznano                        |
| 1990                                                                       | Polska – Lora Szafran · Trust me at once                                                                       | Nagrody nie przyznano                        |
| 1991                                                                       | Łotwa – New Moon                                                                                               | Nagrody nie przyznano                        |
| 1992                                                                       | Polska – Maanam                                                                                                | Nagrody nie przyznano                        |
| 1993                                                                       | Litwa – Arina · Rain is coming down                                                                            | Nagrody nie przyznano                        |
| 1994                                                                       | Polska – Varius Manx                                                                                           | Nagrody nie przyznano                        |
| 1995                                                                       | Polska – Kasia Kowalska · A to co mam                                                                          | Polska – Kasia Kowalska                      |
| 1997                                                                       | Holandia – Total Touch · Somebody Else’s Lover                                                                 | Nagrody nie przyznano                        |
| 1998                                                                       | Włochy – Alex Baroni                                                                                           | Nagrody nie przyznano                        |
| 1999                                                                       | Polska – Małgorzata Ostrowska                                                                                  | Nagrody nie przyznano                        |
| 2004                                                                       | Polska – Krzysztof Krawczyk                                                                                    | Nagrody nie przyznano                        |
| 2005                                                                       | Polska – Andrzej Piaseczny · Z głębi duszy                                                                     | Polska – Virgin · Znak pokoju                |
| 2006                                                                       | Wielka Brytania – Mattafix · Big City Life                                                                     | Polska – Stachursky · Z każdym Twym oddechem |
| 2007                                                                       | Polska – Feel · A gdy jest już ciemno                                                                          | Polska – Feel · A gdy jest już ciemno        |
| 2008                                                                       | Szwecja – Oh Laura · Release Me                                                                                | Polska – Pectus · To, co chciałbym Ci dać    |
| 2009                                                                       | Australia – Gabriella Cilmi · Sweet About Me                                                                   | Niemcy – Oceana · Cry, Cry                   |
| 2010                                                                       | Polska – Edyta Górniak i Maciej Maleńczuk                                                                      | Nagrody nie przyznano                        |
| 2012                                                                       | Szwecja – Eric Saade · Hotter Than Fire                                                                        | Nagrody nie przyznano                        |
| 2013                                                                       | Francja – Imany · You Will Never Know                                                                          | Nagrody nie przyznano                        |
| 2014                                                                       | Polska – Urszula, Agnieszka Chylińska, Stanisław Sojka, Justyna Steczkowska, Elektryczne Gitary Kanada – Garou | Polska – Ewa Farna · Cicho                   |
| 2018                                                                       | Rosja – Mihail · Who You Are                                                                                   | Nagrody nie przyznano                        |
| 2019                                                                       | Szwecja – Frans · If I Were Sorry · Polska – Roksana Węgiel                                                    | Nagrody nie przyznano                        |
| 2020: Festiwal w Sopocie nie odbył się z powodu pandemii COVID-19 w Polsce | |                                              |
| 2021                                                                       | Polska – Dawid Kwiatkowski · Bez Ciebie                                                                        | Nagrody nie przyznano                        |
| 2022                                                                       | Polska – Michał Szpak · 24na7                                                                                  | Nagrody nie przyznano                        |
| 2023                                                                       | Polska – Alicja Majewska                                                                                       | Nagrody nie przyznano                        |
| 2023                                                                       | Polska – Kwiat Jabłoni · Od nowa                                                                               | Nagrody nie przyznano                        |
| 2024                                                                       | Polska – Oskar Cyms Cały czas                                                                                  | Nagrody nie przyznano                        |